# أوليفييه آلان
أوليفييه آلان (بالفرنسية: Olivier Alain)‏ هو عازف بيانو وملحن فرنسي، ولد في 3 أغسطس 1918 في سن جرمن آن له في فرنسا، وتوفي في 28 فبراير 1994 في باريس في فرنسا.

## وصلات خارجية
- أوليفييه آلان على موقع ميوزك برينز (الإنجليزية)
- أوليفييه آلان على موقع ديسكوغز (الإنجليزية)